# Michael Andretti
Michael Mario Andretti (Bethlehem, 5 ottobre 1962) è un ex pilota automobilistico statunitense di origini italiane, che ha partecipato a un solo campionato di Formula 1 dopo avere colto numerose vittorie in America. È figlio di Mario Andretti e padre di Marco Andretti.

## Carriera

### Gli inizi e i primi successi
Dopo una carriera di successo nei kart, vincendo 50 delle sue 75 gare in otto anni, Andretti è passato alle auto da corsa. Ha ottenuto la licenza statunitense nel 1980, partecipando al campionato di Formula Ford della divisione nord-est della SCCA nel 1981, dove vince il campionato con sei gare vinte. Ha anche partecipato a numerose gare di Formula Vee in eventi SCCA regionali. Nel 1982 vince sei gare su undici di Super Vee, diventando campione. Ha anche vinto la gara di apertura della stagione Super Vee 1983 prima di passare alla Formula Atlantic, e vince il suo secondo titolo vincendo la FIA Formula Mondial North American Cup la stagione successiva. Anche se ha fatto il suo debutto nell'automobilismo internazionale alla 24 Ore di Le Mans del 1982, gli fu negata l'opportunità di correre, poiché la Mirage M12, la macchina con la quale doveva correre insieme a suo padre, fu squalificata 80 minuti prima dell'inizio della gara. La partnership padre e figlio si ripropose l'anno successivo, insieme a Philippe Alliot con una Porsche 956, piazzandosi al terzo posto. Andretti ha anche corso al fianco di suo padre nella 6 Ore di Riverside, insieme a A.J. Foyt e Preston Henn, con una Porsche 935 senza concludere la gara. Padre e figlio parteciparono anche alla 24 Ore di Daytona del 1984, con una Porsche 962, che fece il suo debutto in gara. Ottennero la pole position, ma non conclusero la gara a causa della rottura del motore.

### CART
Dopo questi risultati nel 1983 passa al campionato CART, in cui vince il premio come miglior esordiente. Nel 1986 vince la sua prima gara e conclude secondo in campionato, così come nel 1987. Andretti dovrà aspettare fino al 1991 per vincere il titolo, con ben 8 vittorie su 17 gare. Nel 1992 conclude invece secondo.

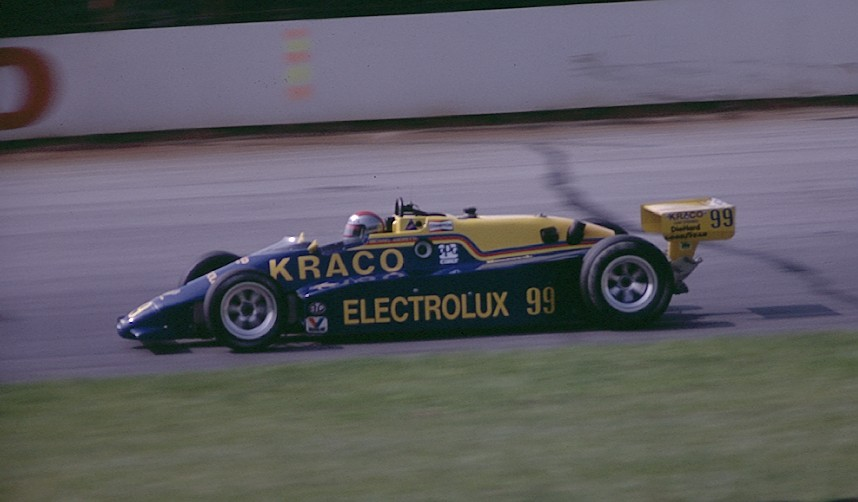
Andretti a Pocono nel 1984

Ha fatto il suo debutto nel campionato CART nel 1983, correndo per la Kraco Enterprises nel finale di stagione. Ha firmato di nuovo per Kraco per il 1984, in cui ha ottenuto cinque terzi posti e ha concluso la sua stagione da rookie al settimo posto. Nella 500 Miglia di Indianapolis è arrivato quinto e ha condiviso il premio Rookie of the Year con Roberto Guerrero. Vince la sua prima gara in IndyCar nel 1986 nel Gran Premio di Long Beach. La stagione sarà caratterizzata dalla battaglia a due per il titolo di campione, tra Michael e Bobby Rahal. Andretti andò in testa in classifica con la sua vittoria al Milwaukee Mile. Una settimana dopo, nel giorno della festa del papà negli Stati Uniti, Michael era in testa all'ultimo giro a Portland, quando la sua March-Cosworth 86C ha esaurito il carburante, permettendo a suo padre, Mario, di batterlo di soli 0,07 secondi. È stato uno dei finali più scioccanti nella storia della IndyCar e il minor distacco fino al 1997. Con Rahal che continua a vincere gare, le prestazioni costanti di Andretti permettono a Rahal di avere solo nove punti di vantaggio in classifica con due gare rimanenti. Andretti ha ottenuto una vittoria chiave a Phoenix. Prima dell'ultima gara al Tamiami Park, Andretti era a soli tre punti da Rahal, ma nessuno dei due piloti è stato protagonista in gara, con Andretti che si è ritirato per la rottura di semiasse.

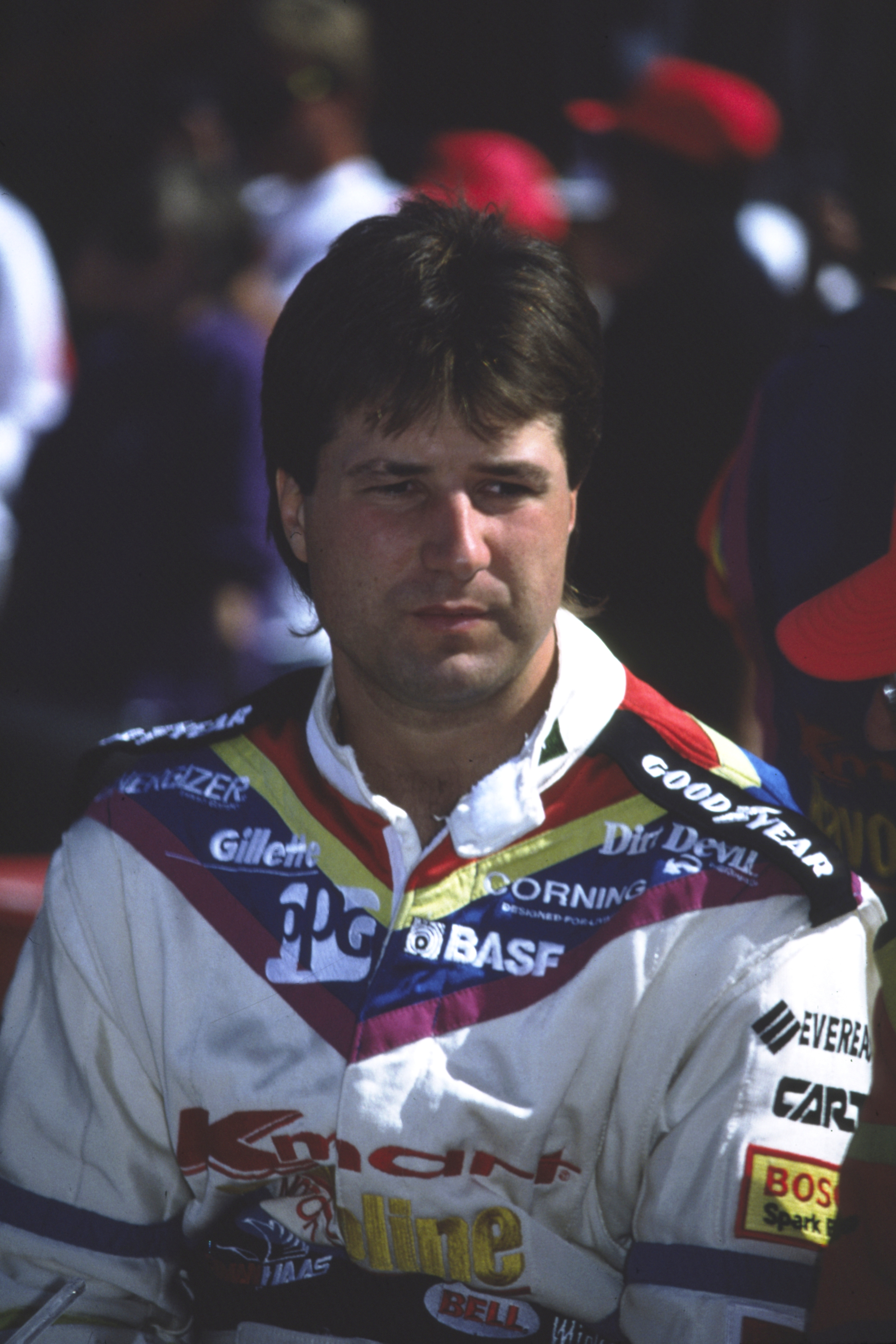
Andretti nel 1991

In una gara unica con l'Alfa Corse, ha preso parte alla gara inaugurale del World Touring Car Championship, nella 500 km di Monza. In coppia con Alessandro Nannini hanno concluso al 16º posto. Tornato nella CART, ha continuato con Kraco nel 1987 e, come nel 1986, il campionato si contendeva tra Andretti e Rahal. Michael vince la 500 Miglia del Michigan, colmando il distacco in classifica da Rahal. Con una vittoria dominante al Nazareth Speedway, le sue speranze in campionato sono rimaste vive, ma Rahal conquista il campionato alla gara successiva. Andretti vince nell'ultima gara al Tamiami Park. Finisce secondo per la seconda stagione consecutiva. Nel giugno 1987, Michael si unì alla Hendrick Motorsport con una Chevrolet Corvette GTP nella 500 km di Mid-Ohio, questa volta affiancato da suo cugino, John Andretti, dove concludono all'11º posto.
La Porsche, dopo la sconfitta alla 24 Ore di Daytona del 1988, ha sviluppato la 962C per la 24 Ore di Le Mans per Mario, Michael e John. Sono stati tremendamente competitivi nella prima metà della gara, fino a quando l'auto della famiglia Andretti ha avuto bisogno di piccole riparazioni prima di passare a cinque cilindri, finendo al sesto posto. Michael e Mario si uniscono alla Busby Racing per la 24 Ore di Daytona del 1989, sempre con la Porsche 962, ma si ritirano per problemi ai freni. 
La stagione CART del 1988 fu un anno magro per Michael. Rimase con Kraco, vincendo una sola gara, la Marlboro Challenge, per la quale non venivano assegnati punti validi per il campionato.
Il 1989 vide un cambio di squadra, con Michael che passò alla Newman/Haas, andando ad affiancare il padre. Vince due gare durante la stagione chiudendo al terzo posto in classifica. La stagione 1990 vide Al Unser Jr. diventare campione, ma Michael giocò il ruolo di diretto concorrente per tutta la stagione, vincendo cinque gare e ottenendo quattro pole. Nella penultima gara della stagione a Nazareth, Unser è costretto al ritiro, dando ad Andretti un'enorme opportunità di colmare il divario. Andretti ha ottenuto solo un sesto posto e non ha potuto colmare il divario. Unser ha lasciato Nazareth con 27 punti di vantaggio, sufficienti per aggiudicarsi il campionato. Andretti conclude ancora una volta secondo. 
Per la 24 Ore di Daytona del 1991, Michael partecipa assieme al padre e al fratello Jeff Andretti, al volante di una Porsche 962 del team Jochen Dauer Racing. Si classificarono quinti, nonostante non avessero terminato la gara.

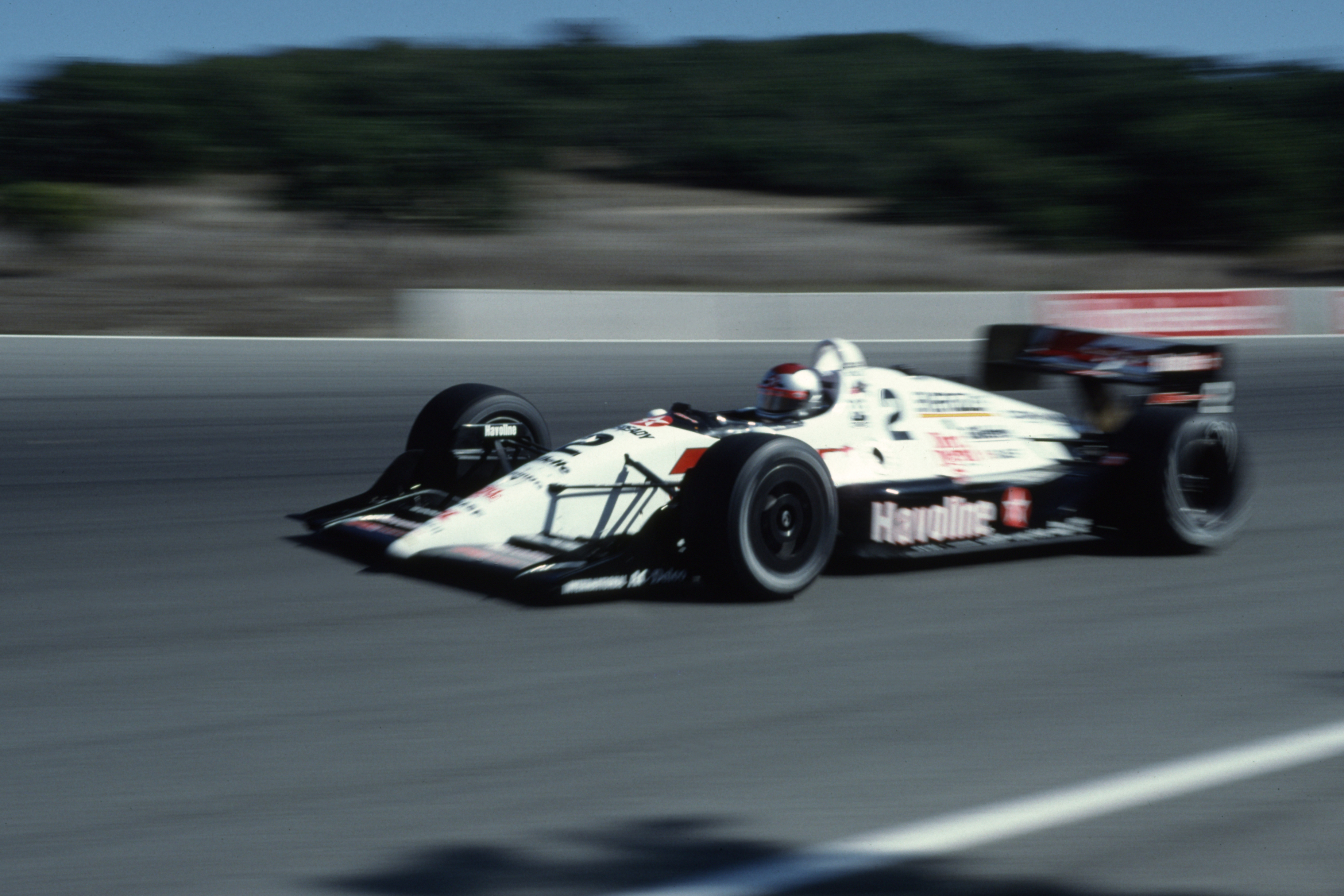
Andretti a Laguna Seca nel 1991

Andretti ha vinto il titolo CART del 1991, correndo sempre per Newman/Haas Racing. Ha vinto otto delle 17 gare, ha ottenuto otto pole position e ha condotto più della metà dei giri durante la stagione, ma Rahal ha comunque portato la battaglia per il campionato fino all'ultima gara. La stagione di Andretti è iniziata lentamente, registrando ritiri nei due eventi di apertura, poi lo straziante secondo posto alla 500 Miglia di Indianapolis. Si è ripreso da tutto ciò, vincendo quattro delle ultime cinque gare della stagione e, con il ritiro di Rahal nell'ultima gara a Laguna Seca, ha ottenuto il titolo. Il giorno prima aveva vinto per la seconda volta la Marlboro Challenge, non valida per il campionato.
Rimanendo con Newman/Haas per il 1992, la stagione di Michael è iniziata lentamente, ma poi vince tre gare su quattro a metà stagione. Nonostante abbia ottenuto altre due vittorie nel corso dell'anno, incluso il finale di stagione a Laguna Seca, Rahal lo ha battuto di nuovo per il titolo per soli quattro punti. Lascia la CART per andare in Formula 1 alla fine dell'anno, con il suo posto che viene preso dal campione del mondo di Formula 1 in carica, Nigel Mansell, che vincerà il titolo CART 1993 nella sua stagione di debutto. 
Per quattro stagioni tra il 1989 e il 1992, Michael ha avuto suo padre come compagno di squadra alla Newman/Haas. Insieme hanno stabilito una serie di primati, tra cui la prima volta di una prima fila padre-figlio a Phoenix nel 1986 e il primo di 15 podi padre-figlio a Laguna Seca nel 1984, di cui l'ultimo arrivò quasi un decennio dopo a Surfers Paradise nel 1992.

#### La sfortuna a Indianapolis
Una strana curiosità legata a Michael Andretti è la sfortuna alla 500 Miglia di Indianapolis. Ha condiviso il titolo di Rookie of the Year con Guerrero nel 1984, quando è arrivato quinto. Tuttavia, nel 1991, era in testa a 12 giri dalla fine, ma è arrivato secondo, dietro a Rick Mears. I due negli ultimi giri hanno offerto memorabili sorpassi per il primo posto all'esterno alla prima curva. L'anno successivo, 1992, ha dominato la gara, rimanendo in testa per quattro quinti dei giri, ma, a 11 giri dalla fine e dopo aver avuto un vantaggio anche di due giri, la sua pompa del carburante si è guastata e la sua auto si è fermata. È stato classificato al 13º posto. Si è ritirato quando era al comando anche nel 1989, nel 1995 e nel 2003. Andretti detiene il record per il maggior numero di giri al comando nella 500 Miglia di Indianapolis senza aver ottenuto una vittoria.
Durante la stagione di F1, Andretti ha guardato la 500 Miglia di Indianapolis del 1993 in televisione. Durante la gara, la sua ex squadra, con Nigel Mansell alla guida, è stata superata da Emerson Fittipaldi alla ripartenza a meno di 10 giri dalla fine, con il brasiliano che vinse la corsa. Anche se non era in gara, Andretti ha considerato l'edizione del 1993 una vittoria mancata dichiarando: "Voglio dire una cosa, lui [Mansell] ha fatto bene a essere in testa, ma in nessun modo Emerson e Luyendyk  mi avrebbero superato in quella ripartenza, te lo posso garantire".

### Formula 1

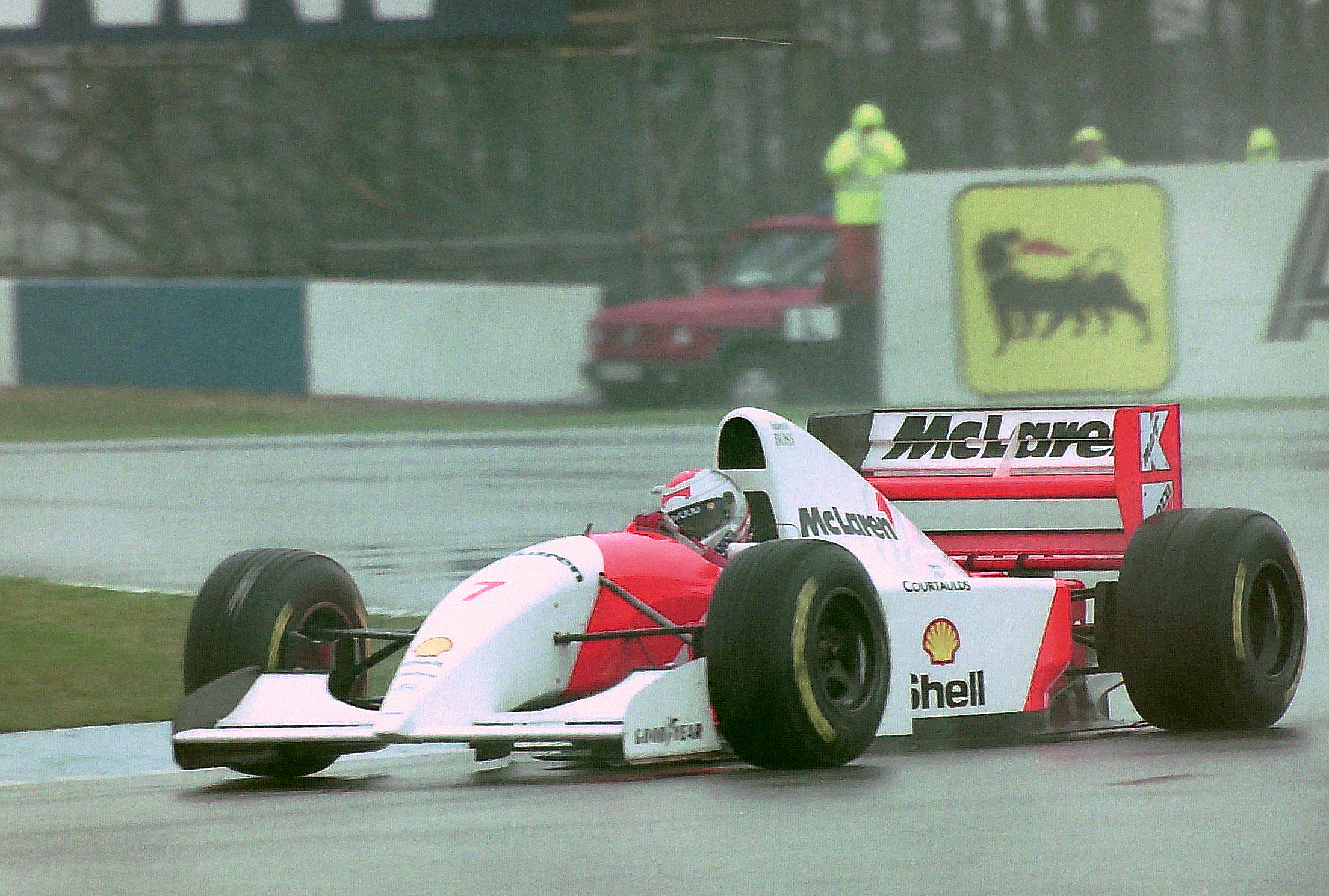
Andretti al Gran Premio d'Europa 1993

I primi contatti di Michael con il mondo della Formula 1 avvennero nel 1991, quando effettuò due brevi test con la McLaren. A seguito di tali test, Ron Dennis offrì un contratto di collaudatore ad Andretti, in modo da mantenere sul pilota statunitense una sorta di opzione. La trattativa riprese nella seconda metà del 1992, quando la McLaren aveva perso i motori Honda per il 1993, e non era sicuro che Senna sarebbe rimasto. Nel settembre del 1992, Michael Andretti firmò un contratto per correre con la McLaren nel 1993, con un'opzione per ulteriori due stagioni. La FIA in seguito limitò le possibilità di effettuare test nel corso della stagione, cosa che avrebbe limitato la possibilità di Michael di conoscere le piste europee. Inoltre, la McLaren ottenne dalla Ford solo una fornitura "clienti" di motori V8, quindi un livello di sviluppo precedente a quello usato, ad esempio, dalla Benetton.
Il suo compagno di squadra fu Senna, che inizialmente non doveva partecipare, ma decise poi di prendere parte al mondiale, firmando inizialmente accordi per le singole gare, poi per il resto della stagione. I test iniziali con la nuova vettura manifestarono qualche problema di elettronica, e Michael decise di rientrare negli Stati Uniti, dove avrebbe mantenuto la sua residenza, viaggiando di volta in volta nei paesi dove si sarebbero disputate le gare.
In Sudafrica una qualifica non brillante venne seguita da problemi in partenza e da un ritiro dopo pochi giri. In Brasile venne coinvolto in un incidente con Berger alla partenza, volando in aria all'esterno della prima curva, ed anche a Donington non superò il primo giro, uscendo di pista sul bagnato. A Imola ebbe un incidente in qualifica, imitato dal compagno di squadra pochi minuti dopo, ed in gara lottò con Wendlinger, per poi uscire di pista per problemi al bilanciamento dei freni.
In Spagna ottenne finalmente i primi punti, con un quinto posto. Tuttavia, la sua prestazione fu criticata dall'ex campione del mondo James Hunt, in quanto Andretti fu doppiato dal suo compagno di squadra Senna. A Monaco una pessima partenza lo fece finire nelle retrovie. Costretto ad una sosta per la sostituzione del musetto e doppiato, finì poco fuori dai punti. A questo punto della stagione c'erano molti dubbi sul suo rendimento, soprattutto perché il confronto veniva fatto con Senna, vincitore di tre Gran Premi. In Canada problemi di elettronica in qualifica ed in gara impedirono un risultato positivo, ma in Francia ottenne un altro punto con un sesto posto.
A Silverstone finì nuovamente fuori alla prima curva, ed anche in Germania dopo pochi giri un contatto con Berger lo costrinse al ritiro. In Ungheria Michael pareva finalmente in grado di ottenere un buon risultato, ma un guasto al controllo elettronico dell'acceleratore lo mise di nuovo fuori gara.
La mancanza di risultati portò la McLaren a non rinnovargli il contratto per il 1994, mentre a Häkkinen venne garantita la possibilità di correre tre gare come titolare. Senna aveva confermato di voler terminare la stagione, quindi ad Andretti rimasero solo due gare da disputare, in Belgio ed in Italia. La prima gara non fu diversa dalle altre, con problemi elettronici e di adattamento alla pista, con un risultato finale fuori dai punti. I primi giri a Monza parevano confermare questo stato di cose, con una sosta dopo un testacoda, e la ripartenza al 20º posto, doppiato. Il ritmo fu però ottimo e, grazie anche ad alcuni ritiri davanti a lui, riuscì ad ottenere il terzo posto, il migliore risultato della sua carriera in Formula 1.
Andretti non ha mai preso completamente confidenza con la McLaren MP4/8. Aspetti altamente tecnici a cui non era abituato nelle auto tecnologicamente più semplici di Formula Indy, come le sospensioni attive e il controllo della trazione, hanno ostacolato le abilità di Andretti, così come le partenze da fermo. Alcuni addetti ai lavori hanno anche evidenziato che la scelta di restare negli Stati Uniti, piuttosto che trasferirsi a tempo pieno in Europa, fosse un altro fattore che contribuiva alla sua mancanza di successo in Formula 1. All'epoca, il responsabile dei progetti speciali della McLaren, Tyler Alexander, amico di lunga data della famiglia Andretti, aveva esortato Michael a trasferirsi in Inghilterra poiché sapeva che i tempi erano cambiati da quando Mario aveva vinto nel 1978.
Secondo il figlio di Michael, Marco, la McLaren avrebbe "sabotato" il padre per sostituirlo con il collaudatore della squadra Mika Häkkinen, che avrebbe richiesto uno stipendio più basso. Andretti, infatti, ha avuto ancora problemi nelle prove libere nel Gran Premio d'Italia, e sia lui che Senna sono finiti in testacoda con problemi di bilanciamento dei freni all'inizio della gara. Per tutta la stagione, Senna ha avuto problemi di affidabilità simili ad Andretti, principalmente di natura elettronica, in particolare a Imola, in Canada, in Ungheria e in Belgio, anche se Häkkinen in Giappone ha eguagliato il terzo posto di Andretti, mentre Senna ha vinto sia il Gran Premio del Giappone che il Gran Premio d'Australia. Secondo Häkkinen in un'intervista molto successiva, il pendolarismo di Andretti tra Europa e Stati Uniti significava che non era abbastanza presente in Europa quando era necessario eseguire i test, consentendo a Häkkinen di mostrare costantemente la sua velocità e costruire un rapporto con la squadra. Häkkinen ha anche detto che l'approccio mentale di Andretti era del tutto sbagliato, e non si rendeva conto del tipo di incredibili sacrifici necessari per avere successo in Formula 1.

### Il ritorno alla CART
Nel 1994 Andretti è tornato nella CART dopo un anno d'assenza con Chip Ganassi Racing, ottenendo nuovamente un grande successo. Ha vinto proprio la prima gara al ritorno nella serie, a Surfers Paradise, dopo aver condotto tutti i giri. È stata anche la prima vittoria di Reynard in CART al loro debutto. Anche se la stagione non è andata come avrebbe voluto, Michael vinse anche a Toronto, ottenendo la quarta vittoria su quel circuito, un record che poi avrebbe esteso fino a sette. 
Nel 1995 è tornato alla Newman/Haas Racing. Con una sola vittoria a Toronto, ha avuto una stagione di continuità, segnando punti in ogni appuntamento e conquistando così il quarto posto in classifica. La stagione successiva finisce secondo alle spalle di Jimmy Vasser, in una stagione segnata dalla morte di Jeff Krosnoff e dalla nascita della Indy Racing League, ottenendo la vittoria in cinque gare. Newman/Haas ha iniziato una nuova collaborazione con Swift che non ha avuto molto successo nel triennio 1997-1999. Nel 2000 il team ha utilizzato il telaio Lola e Michael vinse a Motegi e di nuovo a Toronto. 
Michael tentò ancora una volta di vincere alla 24 Ore di Le Mans nel 1997, affiancato dal padre e da Olivier Grouillard. A seguito di un incidente nella notte, i tre sono stati costretti al ritiro con la loro Courage C36. Sarà l'ultima partecipazione di Michael alla 24 Ore di Le Mans.
Nel 2001 passa al Team Green poiché voleva provare a vincere la 500 Miglia di Indianapolis, in quanto la Newman/Haas si è rifiutata di partecipare all'evento della Indy Racing League. Andretti ha corso su una terza vettura del Team Green con la sponsorizzazione della Motorola. Ha condotto la gara per 16 giri ed era in testa quando la gara fu sospesa per pioggia. Se la gara non fosse stata ripresa, sarebbe stato il vincitore. La bandiera rossa, però, non fu esposta e la gara riprese. Una foratura e una leggera collisione ai box con il vincitore finale Hélio Castroneves lo hanno rallentato, con Andretti che si dovette accontentare del 3º posto. A luglio è stato annunciato che Michael aveva acquistato il Team Green e aveva intenzione di trasferire l'intera operazione (che è stata ribattezzata Andretti Green Racing) alla IRL.
La sua carriera nella CART si è conclusa nel 2002, anno in cui ha conquistato la sua quarantaduesima e ultima vittoria in carriera nel Gran Premio di Long Beach, piazzandosi al terzo posto per vittorie di tutti i tempi nelle varie incarnazioni della Formula Indy, dietro a suo padre Mario Andretti (52 vittorie) e A.J. Foyt (67 vittorie).
Andretti è anche, insieme ad Al Unser Jr., il pilota con il maggior numero di vittorie in una stagione CART/IndyCar con otto vittorie (1991). Durante tutta la sua permanenza nella CART è stato molto costante, finendo tra i primi dieci del campionato in 18 occasioni.

## Dopo il ritiro
Dopo aver gareggiato nella 500 Miglia di Indianapolis 2003, Andretti si ritirò dalle corse IndyCar a tempo pieno. Ha guidato la gara per 28 dei primi 94 giri prima che un guasto al collegamento dell'acceleratore lo mettesse nuovamente fuori dai giochi. Quell'anno ha acquistato una quota nella squadra "Team Green" gestita dai fratelli Kim e Barry Green in CART. Divenne Andretti Green Racing e per il 2003 la squadra passò alla Indy Racing League. 
Il team ha conquistato due titoli consecutivi della IndyCar Series nel 2004 e nel 2005, rispettivamente con Tony Kanaan e Dan Wheldon, vincendo 11 delle 17 gare, inclusa la 500 Miglia di Indianapolis. Il 2007 ha rafforzato l'eredità di Andretti, quando Dario Franchitti ha conquistato per la Andretti Green Racing il terzo titolo della serie in quattro stagioni, e la seconda vittoria nella 500 Miglia di Indianapolis.

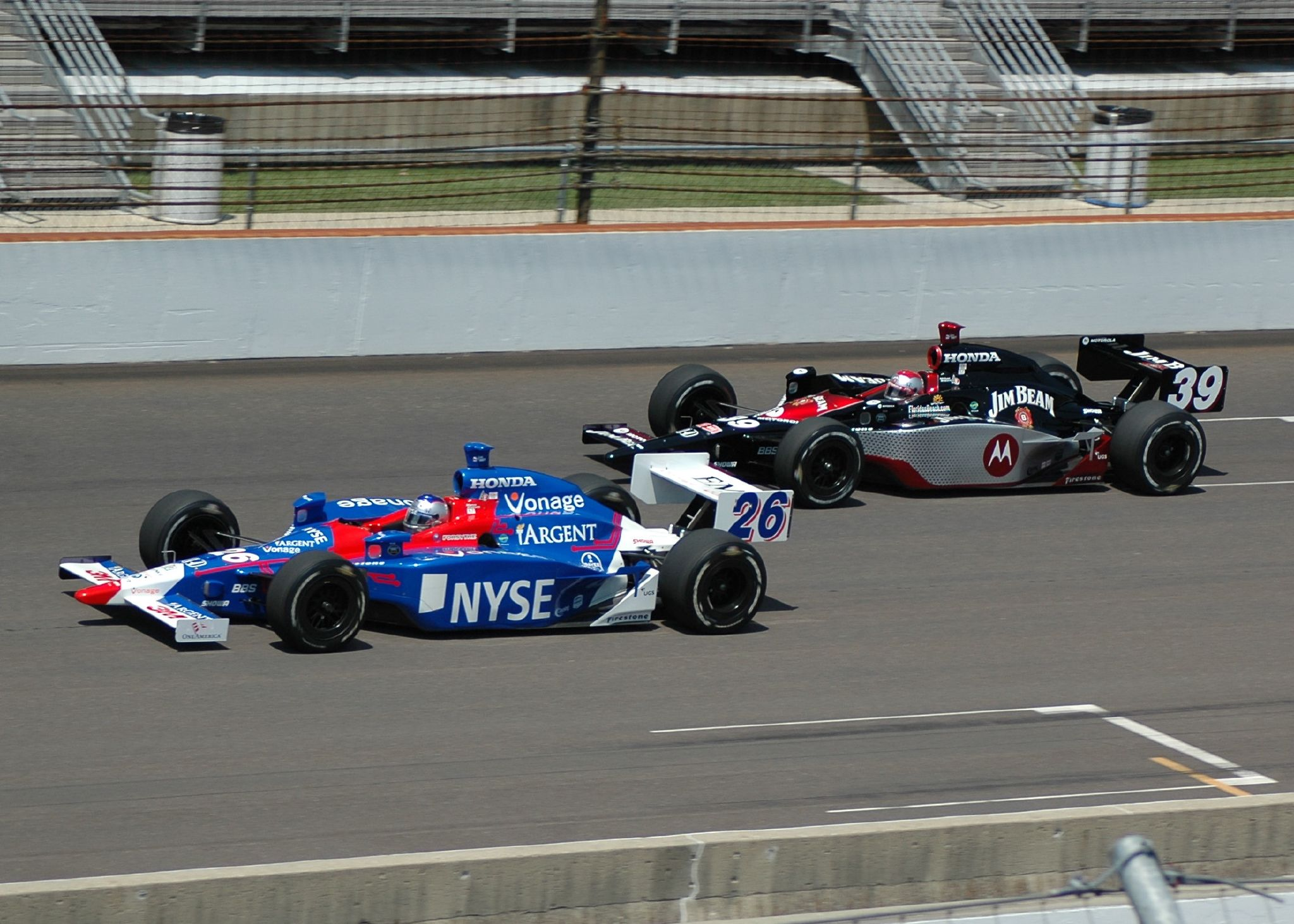
Marco e Michael Andretti a Indianapolis nel 2007

Andretti è tornato alla guida per la 500 Miglia di Indianapolis del 2006 per assistere lo sviluppo di suo figlio, Marco, debuttante nella IndyCar per la stagione 2006. Michael conduceva la gara a quattro giri dalla fine, prima di finire al secondo posto dietro a suo figlio un giro dopo. Alla fine è arrivato terzo, mentre Marco ha mancato di poco la vittoria dopo essere stato superato poco prima della linea del traguardo all'ultimo giro dal tre volte campione IndyCar Sam Hornish Jr..
Dopo aver qualificato la sua vettura all'11º posto per la 500 Miglia di Indianapolis 2007, Andretti è arrivato 13º. Ha poi annunciato che questa sarebbe stata la sua ultima 500 Miglia di Indianapolis come pilota. È il pilota che ha guidato il maggior numero di giri (431) senza vincere la gara. Ha gareggiato nella 500 Miglia per 16 volte, con un secondo posto nel 1991 come migliore risultato, ma ha condotto la gara nove volte.
Dal 2010 il team corre con il nome di Andretti Autosport, e nel 2012 ha vinto nuovamente il campionato. Michael è stato non solo il proprietario del team, ma anche lo stratega delle quattro vittorie stagionali di Ryan Hunter-Reay. Hunter-Reay ha anche conquistato la 500 Miglia di Indianapolis 2014, con una vittoria di piccolo margine su Hélio Castroneves.
All'inizio del 2018 ha collaborato con la Walkinshaw Racing di Ryan Walkinshaw e la United Autosports di Zak Brown per creare Walkinshaw Andretti United che gareggia nel Campionato Supercars.

## Altre attività
Nel 1996 Andretti ha investito in una concessionaria Toyota nel suo stato natale della Pennsylvania. 
Andretti è apparso come concorrente nella quinta stagione del programma televisivo The Celebrity Apprentice, che è andata in onda dal febbraio 2012. Andretti si è unito al programma come sostituto dell'ultimo minuto di suo figlio Marco, che ha abbandonato dopo che il suo amico Dan Wheldon è morto nella gara di Las Vegas del 2011, poche ore prima dell'inizio delle riprese. Andretti è stato eliminato nel quarto episodio, dopo una presentazione per i dirigenti Buick della Buick Verano. 
Nel marzo 2012 Andretti Sports Marketing ha assunto il ruolo di promotore della gara IndyCar Milwaukee Mile. L'azienda ha anche promosso l'Indy Grand Prix of Louisiana, l'ePrix di Miami e gli eventi del Global RallyCross Championship a Washington e New York.

## Famiglia

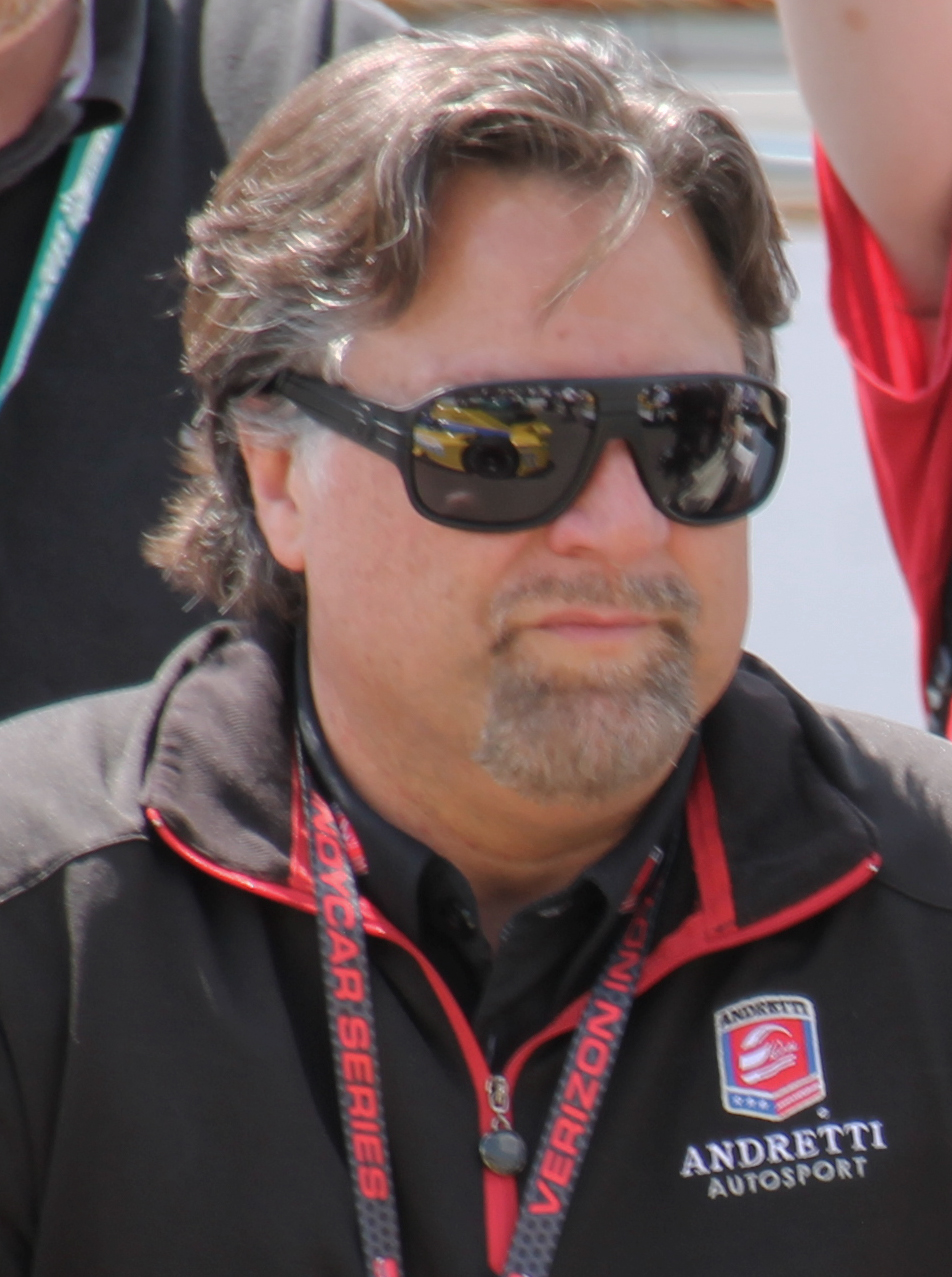
Andretti nel 2015

Michael Andretti è figlio del campione del mondo di Formula 1 Mario Andretti. È stato sposato dal 1985 al 1996 con Sandra Spinozzi, dalla quale ha avuto due figli, Marco (anche lui impegnato nelle corse americane) nel 1987 e Marissa nel 1990. Sposatosi nuovamente nel 1997 con Leslie Wood, ha avuto con lei un altro figlio, Lucca, nel 1999. Nel 2004 ha nuovamente divorziato e si è risposato per la terza volta nel 2006 con la modella di Playboy Jodi Ann Paterson, dalla quale ha avuto due gemelli, Mario e Miati (Mia), nati nel 2014.

### Dinastia Andretti
Michael fa parte della dinastia Andretti. Suo padre è la leggenda delle corse di Formula 1, CART e NASCAR, Mario Andretti. Suo fratello Jeff Andretti ha gareggiato nella CART. Lo zio di Michael, Aldo Andretti, è stato un pilota di vetture a ruote scoperte fino a quando un incidente ha posto fine alla sua carriera agonistica. Il figlio di Aldo, John Andretti (cugino di primo grado di Michael) ha corso sia in CART/IndyCar che in NASCAR. Anche l'altro figlio di Aldo, Adam è un pilota di auto da corsa, e nel 2006 il figlio di Michael, Marco, ha iniziato la sua carriera in IndyCar. La famiglia Andretti è diventata la prima famiglia ad avere cinque membri (Michael, Mario, Marco, Jeff e John) a gareggiare nella stessa serie (CART/Champ Car/IndyCar).

## Risultati in F1
| 1993 | Scuderia | Vettura |     |     |     |     |   |   |    |   |     |     |     |   |   |  |  |  |  | Punti | Pos. |
| ---- | -------- | ------- | --- | --- | --- | --- | - | - | -- | - | --- | --- | --- | - | - |  |  |  |  | ----- | ---- |
| 1993 | McLaren  | MP4/8   | Rit | Rit | Rit | Rit | 5 | 8 | 14 | 6 | Rit | Rit | Rit | 8 | 3 |  |  |  |  | 7     | 11º  |

| Legenda | 1º posto     | 2º posto | 3º posto    | A punti         | Senza punti/Non class.  | Grassetto – Pole position Corsivo – Giro più veloce |
| Legenda | Squalificato | Ritirato | Non partito | Non qualificato | Solo prove/Terzo pilota | Grassetto – Pole position Corsivo – Giro più veloce |

## Premi e riconoscimenti
Michael è stato inserito nella National Italian American Sports Hall of Fame nel 2002, nella Motorsports Hall of Fame of America nel 2008, nella Long Beach Grand Prix Walk of Fame nel 2010, nella Canadian Motorsports Hall of Fame (International Division) e nell'Indianapolis Motor Speedway Hall of Fame nel 2012.